# Lecca (torrente)
Il Lecca è un torrente appenninico, affluente del Ceno, che scorre interamente nella provincia di Parma, nella zona dell'alto Appennino.

## Corso del torrente

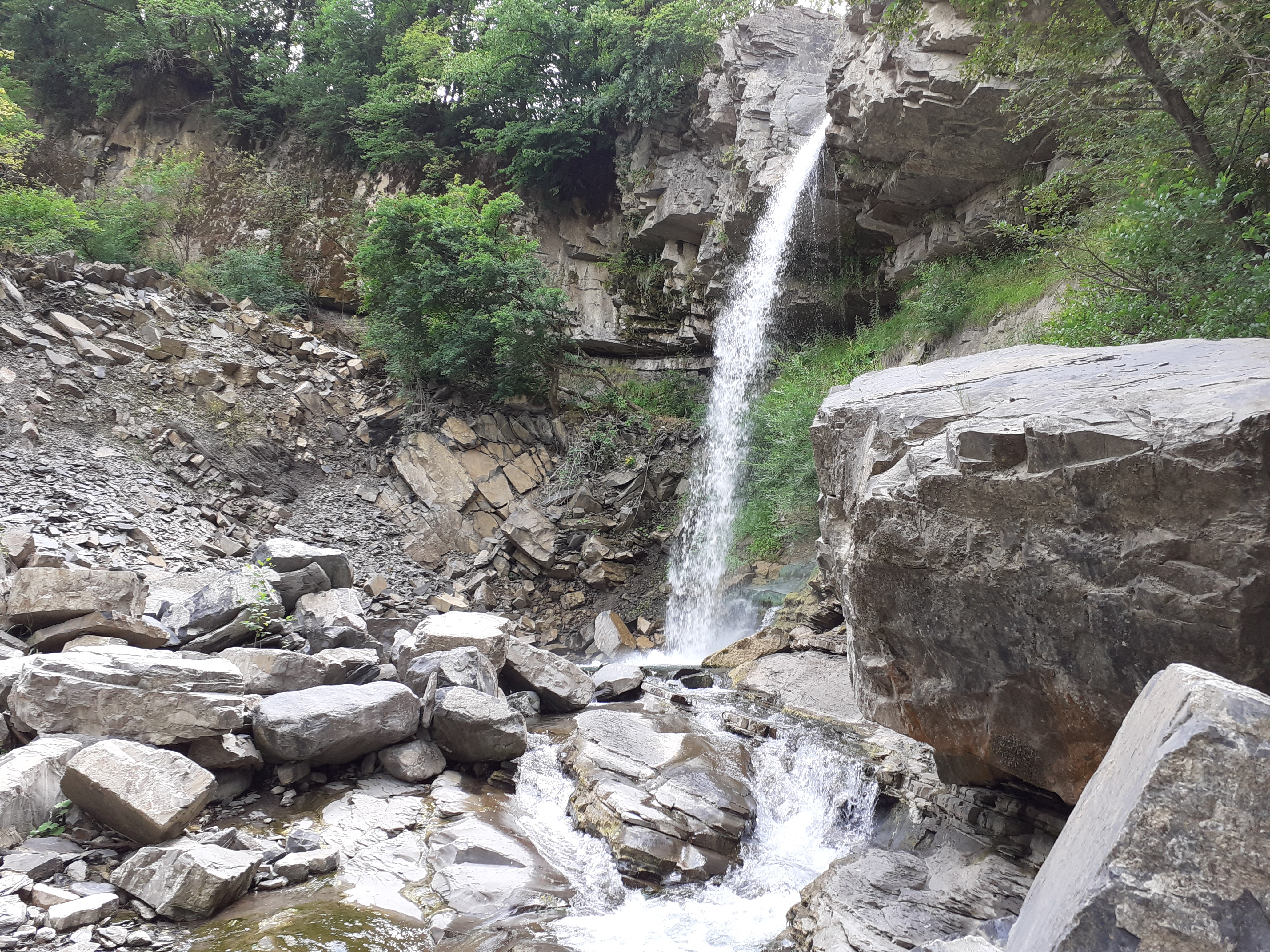
Cascata delle aquile

Il torrente nasce all'interno di una fitta faggeta da alcune sorgenti poste in località Nove Fontane, a 1500 m s.l.m, presso la cima della Rocca Cravina. Nel primo tratto, assumendo il nome di rio della Lecca, scorre verso est ricevendo i contributi del rio Cappello in destra idraulica e dei rii dei Ronchi, Castione e Rondanere in sinistra idraulica. Sempre scorrendo in una valle boscata a faggio e castagno, il Lecca raggiunge le prime località che si trovano sul suo corso: Cornolo e Casamurata, ricevendo presso quest'ultima il contributo del rio Biscarato; da qui, piegando verso nord est, riceve in sinistra il rio Farina e il rio Marene prima di bagnare la località di Liveglia e Frassineto.

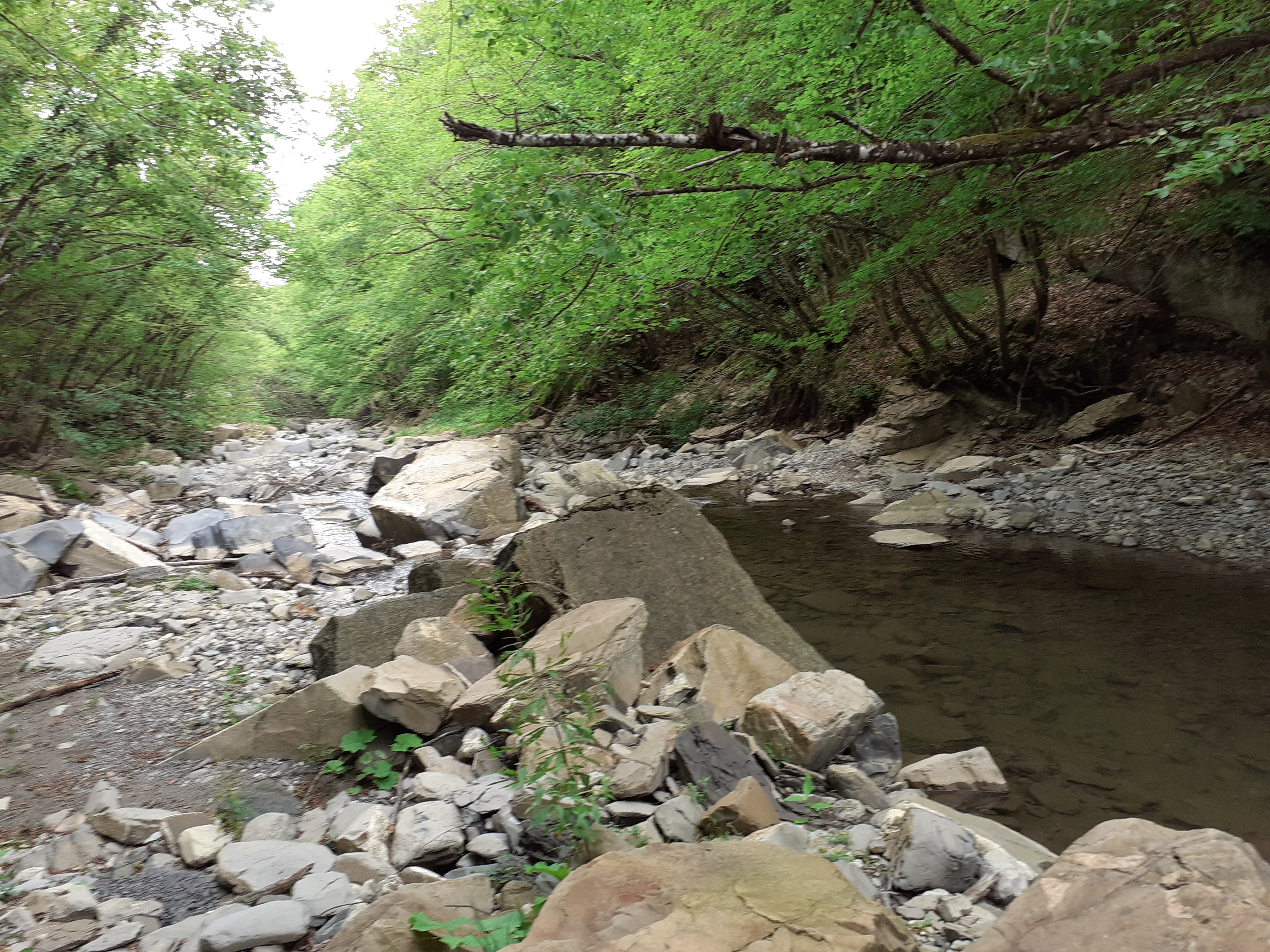
Scorcio del greto in estate

Giunto presso la località di Santa Giustina il torrente forma una delle cascate più famose dell'Appennino emiliano la Cascata del torrente lecca, conosciuta anche come Ravezza o Cascata delle Aquile.
Si tratta di un salto del torrente di 20 metri. 
La Cascata è raggiungibile dalla frazione di Roncole in prossimità del ponte che attraversa il torrente lecca. 
Si tratta di una delle attrazioni turistiche di maggior rilevanza del comune di Bardi. 
La cascata è anche uno dei geositi della regione Emilia Romagna " Le rapide del lecca".
A seguire torrente riceve in sinistra il rio Serra e il rio Grande. Percorrendo sempre una valle stretta e verdeggiante il torrente piega quindi decisamente verso est e, dopo aver ricevuto i contributi del rio delle Santine in sinistra e dei rii Campo Rotondo e Ughiolo in destra, si getta in Ceno presso la località di Ponteceno di Sopra, segnando nell'ultimo tratto il confine fra i comuni di Bardi e Bedonia.

## Regime idrologico
Il torrente Lecca presenta il regime idrologico tipico dei torrenti appenninici, con accentuate magre estive e piene autunnale impetuose e importanti. Con la sua portata media di 1,120 m³/s e con un bacino imbrifero di 37 km² risulta comunque essere uno degli affluenti principali del fiume Ceno.

## Fauna
La zona dove nasce il torrente è nel Sito di interesse comunitario IT4010003 - ZSC- Monte Nero, Monte Maggiorasca, La Ciapa Liscia. Grazie alla purezza delle sue acque, si tratta di uno dei torrenti di maggior pregio naturalistico ed è caratterizzato dalla presenza di un ceppo autoctono di trote fario mediterranee e gambero di fiume europeo, tra gli anfibi sono presenti Rana appenninica (Rana italica), Tritone alpestre (Triturus alpestris), Salamandra pezzata (Salamandra salamandra), Salamandrina dagli occhiali (Salamandrina terdigitata) e Rana temporaria. Rettile degno di nota è il Colubro d'Esculapio (Zamenis longissimus).
È meta di pesca sportiva.